# نام من سوریا است، خانه من هند است
نام من سوریا است، خانه من هند است 
(به تلوگویی: Naa Peru Surya, Naa Illu India) فیلمی محصول سال ۲۰۱۸ و به کارگردانی واکانتام وامسی است. در این فیلم بازیگرانی همچون آلو آرجون، آرجون سارجا، آنو امانوئل، آر.ساراتکومار، تاکور آنوپ سینگ، بومان ایرانی، چاروهاسان و الی آورام ایفای نقش کرده‌اند.